# 中国中医科学院广安门医院
39°53′21″N 116°20′45″E / 39.88922°N 116.34574°E
中国中医科学院广安门医院，简称广安门中医院，位于北京市西城区北线阁5号，始建于1955年，是国家中医药管理局直属的三级甲等中医医院，亦是中央干部保健基地。广安门中医院与中国中医科学院第二临床医药研究所是一个机构两块牌子。

## 黄牛“倒号”争议
2016年1月，一名女子在广安门医院怒斥黄牛抢号的视频引发网上热议，视频中其指责广安门中医院院方与黄牛里应外合，斥责黄牛将300元的挂号费炒到4500元。事后，警方已介入调查。北京市卫计委作出回应，称对“号贩子”现象，尤其是医疗机构内部个别不法人员内外勾结的行为，始终采取“零容忍”。然而在事发后，根据新华社记者的暗访，倒号者仍然在顶风作案。